# Spin Boldak (distrikt)
Spin Boldak är ett distrikt i Afghanistan. Det ligger i provinsen Kandahar, i den centrala delen av landet, 500 kilometer sydväst om huvudstaden Kabul. Administrativ huvudort är Spin Boldak.
Distriktet beräknades år 2022 ha cirka 118 000 invånare.